# László Kovács (filmfotograf)
László Kovács, född 14 maj 1933 i Cece i Fejér i Ungern, död 22 juli 2007 i Beverly Hills i Los Angeles, var en ungersk-amerikansk filmfotograf.

## Filmografi (urval)
- 1967 – Helvetesänglarna slår till igen
- 1968 – Helvetesgänget
- 1968 – Levande mål
- 1969 – Easy Rider
- 1970 – Five Easy Pieces
- 1971 – Den sista filmen
- 1972 – Ett jobb för Jim Kane
- 1972 – Go’dag yxskaft?
- 1972 – Kungen av Marvin Gardens
- 1973 – Paper Moon
- 1974 – Nä, dra åt skogen
- 1974 – Ursäkta, här kommer snuten!
- 1975 – Shampoo
- 1976 – Nä, nu blommar det
- 1977 – New York, New York
- 1978 – F.I.S.T.
- 1978 – Paradise Alley
- 1982 – Frances
- 1982 – Leksaken
- 1984 – Ghostbusters – Spökligan
- 1985 – Mask
- 1986 – En tavla för mycket
- 1988 – Spioner i familjen
- 1989 – Snacka går ju...
- 1991 – Dödligt spel
- 1992 – Radio Flyer
- 1994 – Karate Kid: Mästarens nya elev
- 1994 – The Scout
- 1995 – Rädda Willy 2
- 1995 – Copycat
- 1996 – I flesta laget
- 1997 – Min bäste väns bröllop
- 1998 – Jack Frost
- 2000 – Return to Me
- 2000 – Miss Secret Agent
- 2002 – Two Weeks Notice